# Пајн Холоу (Орегон)
Пајн Холоу (енгл. Pine Hollow) насељено је место без административног статуса у америчкој савезној држави Орегон.

## Демографија
По попису из 2010. године број становника је 494, што је 70 (16,5%) становника више него 2000. године.
| Група             | 2000.       | 2010.       |
| Белци             | 393 (92,7%) | 465 (94,1%) |
| Афроамериканци    | 0 (0,0%)    | 0 (0,0%)    |
| Азијати           | 0 (0,0%)    | 1 (0,2%)    |
| Хиспаноамериканци | 12 (2,8%)   | 14 (2,8%)   |
| Укупно            | 424         | 494         |